# Bukva (Kreševo, BiH)
Bukva je naseljeno mjesto u općini Kreševo, Federacija Bosne i Hercegovine, BiH.

## Stanovništvo

### 1991.
Nacionalni sastav stanovništva 1991. godine, bio je sljedeći:
ukupno: 163
- Hrvati - 126
- Muslimani - 37

### 2013.
Nacionalni sastav stanovništva 2013. godine, bio je sljedeći:
ukupno: 99
- Hrvati - 61
- Bošnjaci - 37
- ostali, neopredijeljeni i nepoznato - 1